# Espolón (botánica)
En Botánica, el espolón es el órgano o parte de los órganos foliares (sépalos, pétalos, etc.) que sobresale hacia el exterior desde la base de la corola o del cáliz. 
Colaboran en la polinización por vía entomológica cuando en su parte final albergan nectarios que atraigan a los insectos que, para libar su néctar, se acercan a los estambres y quedan impregnados de polen. Típico es el caso de las mariposas, cuya espiritrompa suele coincidir en longitud con la del espolón, por lo que se han postulado casos de coadaptación entre la especie de la fanerógama y del lepidóptero.